# 그리핀 던
그리핀 던(Griffin Dunne, 1955년 6월 8일 ~ )는 미국의 배우 및 영화 감독이다.

## 출연 작품
- 마이 걸
- 라스트 나잇 - 트루맨 역
- 사랑에 미치다 - 조지 역
- 컨슘드
- 아이 러브 딕
- 워 머신 - 레이 카누치 역
- 존 디디온: 더 센터 월 낫 홀드 (감독)
- 송버드
- 비터스위트 심포니
- 고어